# الخنازير الثلاثة الصغيرة
الخنازير الثلاثة الصغيرة هي حكاية رمزية عن ثلاثة خنازير يبنون بيوتهم من مواد مختلفة. يهدم ذئبٌ شرسٌ بيتي الخنزيرين الأولين المصنوعين من القش والعصي على التوالي، لكنه يعجز عن تدمير بيت الخنزير الثالث المصنوع من الطابوق. تعود النسخ المطبوعة من هذه الحكاية إلى أربعينيات القرن التاسع عشر، ولكن يُعتقد أن القصة أقدم بكثير. تدور أحداث أقدم نسخة منها في دارتمور مع ثلاث جنيات وثعلب، قبل أن تظهر أشهر نسخها في الحكايات الخرافية الإنجليزية لجوزيف جاكوبس عام 1890، حيث نسب جاكوبس الفضل إلى جيمس هاليويل فيليبس كمصدرٍ لها. في عام 1886، نشر هاليويل فيليبس نسخته من القصة، في الطبعة الخامسة من كتابه أغاني الأطفال في إنجلترا، وقد تضمنت، لأول مرة في الطباعة، العبارة التالية «سأنفخ، وسأنفخ، وسأدمر منزلك».
أصبحت العبارات المستخدمة في القصة، والأخلاقيات المختلفة المستمدة منها، راسخة في الثقافة الغربية. أُعيد إنتاج وتعديل العديد من نسخ الخنازير الثلاثة الصغيرة على مر السنين، بعضها جعل الذئب شخصية لطيفة.